# Nicolas Masson de Morvilliers
Nicolas Masson de Morvilliers (Morvillers, Lorraine; 1740 - París, 29 de septiembre de 1789) fue un enciclopedista y escritor francés. Se trasladó muy joven a París, donde realizaría sus estudios de derecho. No ejerció nunca su profesión y acabó siendo secretario general del duque de Harcourt, gobernador de Normandía. 
Participó en la redacción de la Encyclopédie méthodique, una enciclopedia en 206 volúmenes, en la que, junto a Robert de Vaugoudi realizó además el Dictionnaire de la géographie moderne (Diccionario de la geografía moderna). Masson de Morvilliers es especialmente conocido en el mundo hispano por haber realizado en la entrada Espagne de la Encyclopédie méthodique la pregunta ¿Qué se debe a España? Desde hace dos, cuatro, diez siglos, ¿Qué ha hecho España por Europa?, en la que la respuesta implícita es «nada». Hay que señalar que Morvilliers habla solamente de la ciencia, a pesar de que en el texto original mencione el arte, y también que acaba con «Con un esfuerzo más, ¿quién sabe hasta qué punto puede elevarse esta estupenda nación?». Sin embargo, el texto fue entendido desde el comienzo como un ataque directo a la civilización hispana y provocó airadas reacciones desde España y fuera de ella, entre las que destaca la del botánico valenciano Antonio José de Cavanilles (1745-1804): Observations de M. l'abbé Cavanilles sur l'article Espagne de la Nouvelle Encyclopédie (París, 1784).

## Obra
- Abrégé élémental de la géographie universelle de la France, París 1774 (2 vol.)
- Abrégé élémental de la géographie universelle de l'Italie, 1774
- Abrégé élémental de la géographie universelle de l'Espagne et du Portugal, 1776
- Oevres mélées en vers et en prose, 1789